# 47 (število)
47 (sédeminštírideset) je naravno število, za katero velja velja 47 = 46 + 1 = 48 - 1.

## V matematiki
- četrto Keithovo število.
- peto varno praštevilo.
- peto Tabitovo število in peto Tabitovo praštevilo {\displaystyle 47=3\cdot 2^{4}-1\,\!}.
- šesto Ramanudžanovo praštevilo.
- 47 in 48 sta par Ulamovih števil, ki se razlikujeta za 1. V naslednjih členih Ulamovega zaporedja do 5 milijonov niso več našli števil, ki bi se razlikovali za 1.
- najmanjše število n, za katero ima enačba x -  φ(x) = n natanko 6 rešitev. Rešitve enačbe so: 215, 287, 407, 527, 551, 2209.
- Gaussovo praštevilo brez imaginarnega ali realnega dela oblike {\displaystyle 4n+3}.
- Eisensteinovo praštevilo brez imaginarnega ali realnega dela oblike {\displaystyle 3n-1}.
- zanimiva lastnost pojavljanja v zvezi s številom 2 in števko 9:

47 + 2 = 49; 47 · 2 = 94,
497 + 2 = 499; 497 · 2 = 994,
4997 + 2 = 4999; 4997 · 2 = 9994, itd.
- Ulamovo število {\displaystyle 47=11+36\,\!}.

## V znanosti
- vrstno število 47 ima srebro (Ag).

## Drugo
Število 47 nima nič manj zanimivih lastnosti v stvarnem svetu kot kakšno drugo naravno število:
- znak »/« ima kodo ASCII 47.
- v povojni Nemčiji je obstajala literarna skupina Gruppe 47, ustanovljena leta 1947.
- številka modela puške Kalašnikov AK-47.
- nacionalna klicna koda Norveške.
- število čudežev, ki jih je po navedbah Nove zaveze izvedel Jezus.
- japonska legenda govori o 47 samurajih, ki so maščevali gospodarja.

### Leta
- 447 pr. n. št., 347 pr. n. št., 247 pr. n. št., 147 pr. n. št., 47 pr. n. št.
- 47, 147, 247, 347, 447, 547, 647, 747, 847, 947, 1047, 1147, 1247, 1347, 1447, 1547, 1647, 1747, 1847, 1947, 2047, 2147